# Liste der Städte in Usbekistan
Die Liste der Städte in Usbekistan bietet einen Überblick über die Entwicklung der Einwohnerzahl der größeren Städte des zentralasiatischen Staates Usbekistan.

## Agglomerationen nach Einwohnerzahl
Die größten Agglomerationen in Usbekistan sind (Stand 1. Januar 2009):
1. Taschkent: 3.235.029 Einwohner
2. Namangan: 647.540 Einwohner
3. Andijon: 558.302 Einwohner
4. Fargʻona: 529.089 Einwohner
5. Samarqand: 506.900 Einwohner

## Städte nach Einwohnerzahl
Die folgende Tabelle enthält die Städte mit mehr als 40.000 Einwohnern, die Ergebnisse der Volkszählung (VZ) vom 12. Januar 1989, der Berechnung für den 1. Januar 2010. sowie für den 1. Januar 2023
Aufgeführt ist auch die übergeordnete Verwaltungseinheit, d. h. die Provinz (viloyat) bzw. die autonome Republik Karakalpakistan, zu der die Stadt gehört. Die Namen der Städte sind in der heute in Usbekistan offiziell verwendeten lateinischen Schreibweise wiedergegeben. Sofern es eine verbreitete deutsche Namensform gibt, steht diese in Klammern. Die Einwohnerzahlen beziehen sich auf die jeweilige Stadt oder Gemeinde in ihren politischen Grenzen, ohne politisch selbstständige Vororte.
Alle Städte, die einen provinz- oder republikunmittelbaren Status haben, das heißt, keinem Kreis (Rajon, tuman) angehören, sind mit einem * gekennzeichnet. Die Hauptstadt Taschkent besitzt einen republikunmittelbaren Status und gehört auch keiner Provinz an (ist als Stadt einer Provinz gleichgestellt), sondern ist ihrerseits in elf (Stadt-)Kreise untergliedert.
Alle aufgeführten Orte besitzen die Stadtrechte (shahar) außer Xonqa in der Provinz Xorazm, das den Status einer Siedlung städtischen Typs (oder Kleinstadt, shaharcha) innehat. Außer den aufgeführten Städten gibt es zwei weitere provinzunmittelbare (Quvasoy in der Provinz Fargʻona und Shirin in der Provinz Sirdaryo), 67 weitere kreisunterstellte Städte sowie eine Stadt, die einer anderen, provinzunmittelbaren Stadt unterstellt ist (Yangiobod, zu Angren). Insgesamt gibt es in Usbekistan 119 Städte, davon eine republikunmittelbare, 26 provinzunmittelbare und 92 kreis- bzw. stadtunterstellte, außerdem 1065 Siedlungen städtischen Typs.
(VZ = Volkszählung, B = Berechnung)
| Rang | Name                   | VZ 1989   | B 2010    | B 2023    | Verwaltungseinheit       |
| ---- | ---------------------- | --------- | --------- | --------- | ------------------------ |
| 1.   | Toshkent* (Taschkent)  | 2.079.000 | 2.194.272 | 2.956.384 | Stadt Taschkent          |
| 2.   | Namangan*              | 308.000   | 427.783   | 678.154   | Provinz Namangan         |
| 3.   | Samarqand* (Samarkand) | 367.000   | 352.047   | 572.835   | Provinz Samarqand        |
| 4.   | Andijon* (Andischan)   | 293.000   | 370.714   | 468.055   | Provinz Andijon          |
| 5.   | Nukus*                 | 169.000   | 240.488   | 334.557   | Republik Karakalpakistan |
| 6.   | Fargʻona* (Ferghana)   | 198.000   | 171.064   | 314.449   | Provinz Fargʻona         |
| 7.   | Qoʻqon* (Kokand)       | 175.000   | 209.389   | 303.620   | Provinz Fargʻona         |
| 8.   | Qarshi* (Karschi)      | 160.000   | 226.130   | 288.887   | Provinz Qashqadaryo      |
| 9.   | Buxoro* (Buchara)      | 224.000   | 231.793   | 266.600   | Provinz Buxoro           |
| 10.  | Margʻilon*             | 125.000   | 168.515   | 246.650   | Provinz Fargʻona         |
| 11.  | Termiz*                | 83.000    | 139.282   | 195.655   | Provinz Surxondaryo      |
| 12.  | Jizzax*                | 107.000   | 147.260   | 191.620   | Provinz Jizzax           |
| 13.  | Angren*                | 131.000   | 127.689   | 178.517   | Provinz Taschkent        |
| 14.  | Chirchiq*              | 159.000   | 132.823   | 168.032   | Provinz Taschkent        |
| 15.  | Navoiy*                | 109.000   | 159.138   | 155.985   | Provinz Navoiy           |
| 16.  | Urganch* (Urgentsch)   | 128.000   | 140.443   | 149.942   | Provinz Xorazm           |
| 17.  | Shahrisabz             | 53.000    | 93.150    | 144.773   | Provinz Qashqadaryo      |
| 18.  | Olmaliq*               | 116.000   | 113.026   | 141.894   | Provinz Taschkent        |
| 19.  | Bekobod*               | 82.700    | 114.527   | 102.012   | Provinz Taschkent        |
| 20.  | Xoʻjayli               | 59.500    | 105.466   | 81.100    | Republik Karakalpakistan |
| 21.  | Denov                  | 46.900    | 97.196    | ---       | Provinz Surxondaryo      |
| 22.  | Xiva (Chiwa)           | 40.000    | 59.456    | 96.974    | Provinz Xorazm           |
| 23.  | Kattaqoʻrgʻon*         | 59.000    | 94.047    | 93.423    | Provinz Samarqand        |
| 24.  | Kogon*                 | 48.000    | 87.612    | 63.743    | Provinz Buxoro           |
| 25.  | Zarafshon*             | 46.400    | 68.484    | 86.502    | Provinz Navoiy           |
| 26.  | Shahrixon              | 45.200    | 84.702    | ---       | Provinz Andijon          |
| 27.  | Toʻrtkoʻl              | 36.300    | 52.701    | 84.700    | Republik Karakalpakistan |
| 28.  | Yangiyoʻl              | 58.300    | 74.623    | 81.946    | Provinz Taschkent        |
| 29.  | Guliston*              | 54.400    | 77.805    | 76.400    | Provinz Sirdaryo         |
| 30.  | Beruniy                | 37.800    | 54.879    | 71.000    | Republik Karakalpakistan |
| 31.  | Chust                  | 46.400    | 69.083    | ---       | Provinz Namangan         |
| 32.  | Qoʻngʻirot             | 29.810    | 63.925    | ---       | Republik Karakalpakistan |
| 33.  | Koson                  | 40.700    | 62.560    | ---       | Provinz Qashqadaryo      |
| 34.  | Asaka                  | 43.000    | 61.245    | ---       | Provinz Andijon          |
| 35.  | Chimboy                | 27.400    | 39.780    | 59.100    | Republik Karakalpakistan |
| 36.  | Taxiatosh*             | 43.000    | 62.428    | 54.600    | Republik Karakalpakistan |
| 37.  | Chortoq                | 35.600    | 53.003    | ---       | Provinz Namangan         |
| 38.  | Urgut                  | 37.100    | 51.462    | ---       | Provinz Samarqand        |
| 39.  | Yangiyer*              | 28.600    | 37.059    | 46.774    | Provinz Sirdaryo         |
| 40.  | Kosonsoy               | 31.200    | 46.452    | ---       | Provinz Namangan         |
| 41.  | Gʻijduvon              | 30.500    | 44.289    | ---       | Provinz Buxoro           |
| 42.  | Kitob                  | 28.600    | 43.961    | ---       | Provinz Qashqadaryo      |
| 43.  | Xonqa                  | 29.000    | 43.105    | ---       | Provinz Xorazm           |
| 44.  | Oqtosh                 | 30.000    | 41.615    | ---       | Provinz Samarqand        |
| 45.  | Ohangaron              | 31.100    | 39.295    | 40.718    | Provinz Taschkent        |